# Ecliptopera zaes
Ecliptopera zaes es una especie de polilla de la familia Geometridae. La especie fue descrita por primera vez por Louis Beethoven Prout en 1932 con distribución en la isla de Borneo. El holotipo de la especie fue descrita en Kamborangah a una altitud de 7200 pies (2194,6 m) sobre el nivel del mar.